# Johnny Weissmuller
Johnny Weissmuller   (Freidorf, 2 de juny de 1904 - Acapulco, 20 de gener de 1984), nascut com a János Weißmüller, a Timişoara, llavors Regne d'Hongria, Imperi Austrohongarès, fou un esportista i actor estatunidenc d'origen hongarès i ascendència alemanya. Va ser un dels millors nedadors a escala mundial durant la dècada de 1920, guanyant cinc medalles d'or olímpiques. Va guanyar els 100 m lliures i la prova per equips de relleus 4 × 200 m als Jocs Olímpics d'estiu de 1924 a París i als Jocs Olímpics d'estiu de 1928 a Amsterdam. Weissmuller també va guanyar l'or en els 400 m lliures, així com una medalla de bronze a la competició de waterpolo de París.
Va guanyar 52 campionats nacionals nord-americans i va establir un total de 67 rècords mundials.
Després de la carrera com a nedador, es va convertir en el sisè actor a encarnar a Tarzan d'Edgar Rice Burroughs, paper que va interpretar en 12 pel·lícules, per la qual cosa és el Tarzan que més popularitat ha arribat a obtenir. Weissmuller va protagonitzar setze pel·lícules de Jungle Jim durant un període de vuit anys, després va filmar 26 episodis addicionals de mitja hora de la sèrie de televisió Jungle Jim.

## Biografia

### Primers anys
Johann Peter Weißmüller va néixer el 2 de juny de 1904 a Szabadfalva, al Regne d'Hongria, Àustria-Hongria (avui part de Romania, anomenada Freidorf i incorporada a Timișoara) en el si d'una família ètnicament sueva del Banat. Tres dies després va ser batejat en la fe catòlica per la versió hongaresa del seu nom alemany, com János. A principis de l'any següent, el 26 de gener de 1905, es va embarcar en un viatge de dotze dies amb el S.S. Rotterdam a l'illa Ellis al costat del seu pare, Peter Weißmüller, i de la seva mare, Elisabeth Weißmüller (de soltera Kersch). Aviat van arribar a Windber, Pennsilvània, per viure amb uns familiars. El germà de Johnny, Peter, va néixer el setembre següent.
Tres anys més tard es van traslladar a Chicago per estar amb els pares de la seva mare. Els seus pares van llogar un sol nivell en una casa compartida on va viure durant la seva infantesa. La platja de Fullerton, al llac Michigan, és on l'amor de Johnny per la natació va disparar, fent les seves primeres lliçons de natació allà. Va excel·lir immediatament i va començar a entrar i guanyar totes les curses que va poder. El pare de Johnny va abandonar la família quan Johnny anava a vuitè grau. Va deixar l'escola per començar a treballar per mantenir la seva mare i el seu germà petit.
Quan Weissmuller tenia 11 anys va mentir per unir-se a la YMCA, que tenia una regla mínima de 12 anys per unir-se. Va guanyar totes les curses de natació a les que va participar i també va destacar en córrer i salt d'alçada. En poc temps va formar part d'un dels millors equips de natació del país, l'Illinois Athletic Club.

### Natació

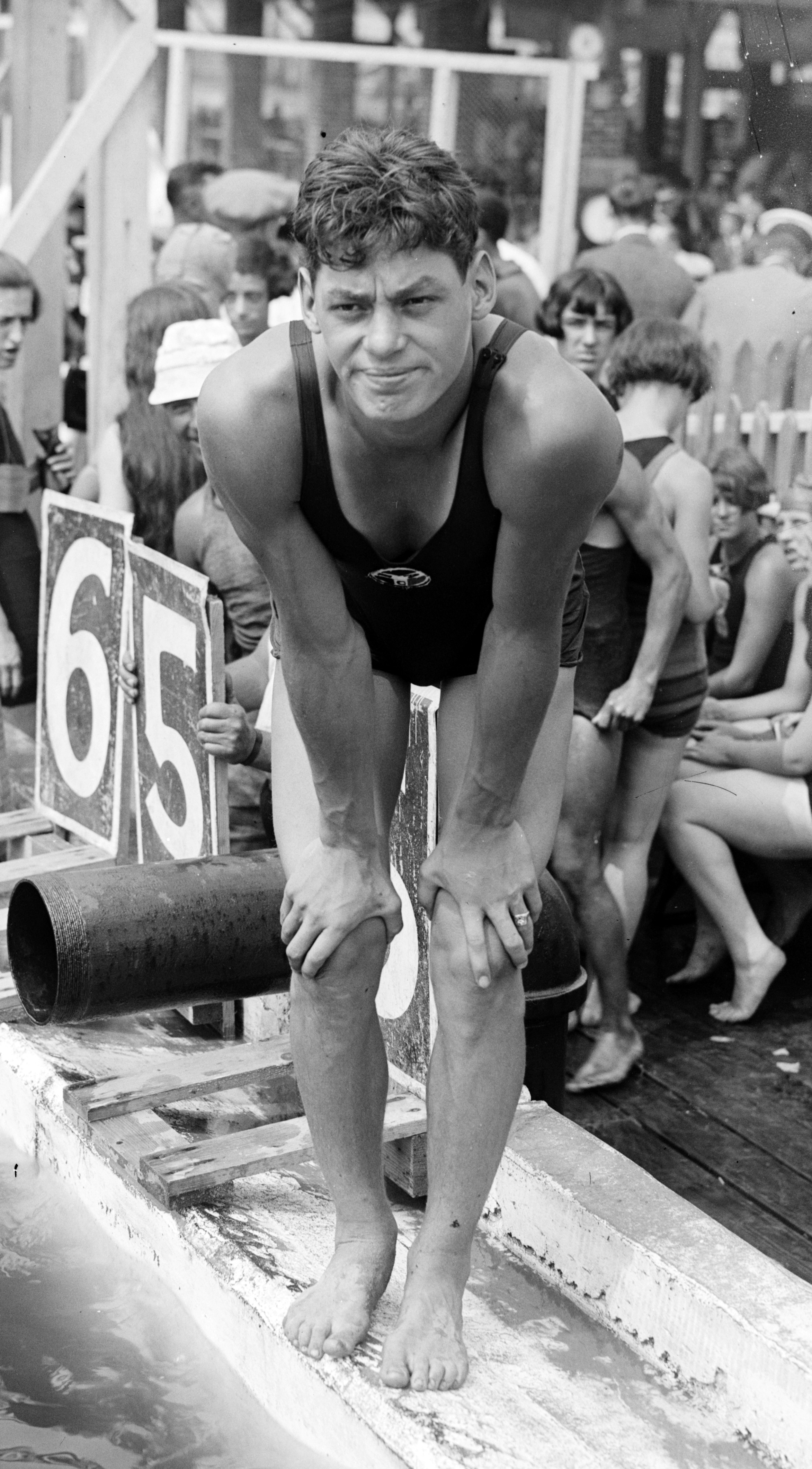
Weissmuller el 1924

Weissmuller va provar l'entrenador de natació Bill Bachrach. Impressionat amb el que va veure, va agafar Weissmuller sota la seva ala. També va ser una forta figura paterna i mentor de Johnny. El 6 d'agost de 1921, Weissmuller va començar la seva carrera de natació competitiva. Va participar en quatre curses de la Unió Atlètica Amateur i les va guanyar totes. Va establir els seus dos primers rècords mundials als AAU Nationals el 27 de setembre de 1921, en les proves de 100 m i 150 yd.
El 9 de juliol de 1922, Weissmuller va batre el rècord mundial de Duke Kahanamoku en els 100 metres estil lliure, nedant-lo en 58,6 segons. Va guanyar el títol per a aquesta distància als Jocs Olímpics d'estiu de 1924, guanyant la medalla d'or davant Kahanamoku. També va guanyar els 400 metres lliures i va ser membre de l'equip guanyador dels Estats Units en el relleu de 4×200 metres.
Quatre anys més tard, als Jocs Olímpics d'estiu de 1928 a Amsterdam, va guanyar dues medalles d'or més. Va ser durant aquest període quan Weissmuller es va convertir en un entusiasta de les opinions holístiques d'estil de vida de John Harvey Kellogg sobre nutrició, ènemes i exercici. Va venir al sanatori de Kellogg a Battle Creek (Michigan), per dedicar la seva nova piscina de 120 peus i batre un dels seus rècords de natació anteriors després d'adoptar la dieta vegetariana prescrita per Kellogg.
El 1927, Weissmuller va establir un nou rècord mundial de 51,0 segons en l'estil lliure de 100 iardes, que es va mantenir durant 17 anys. El va millorar a 48,5 segons a la Billy Rose World's Fair Aquacade l'any 1940, als 36 anys, però aquest resultat va ser descomptat, ja que competia com a professional.
Com a membre de l'equip nacional masculí de waterpolo dels Estats Units, va guanyar una medalla de bronze als Jocs Olímpics d'estiu de 1924. També va competir als Jocs Olímpics de 1928, on l'equip nord-americà va acabar en setena posició.
En total, Weissmuller va guanyar cinc medalles d'or olímpiques i una de bronze, 52 campionats nacionals dels Estats Units i va establir 67 rècords mundials. Va ser el primer home que va nedar els 100 metres lliures en menys d'un minut i els 440 metres lliures en menys de cinc minuts. Mai va perdre cap cursa i es va retirar amb un rècord d'aficionats invicte. El 1950, va ser seleccionat per l'Associated Press com el més gran nedador de la primera meitat del segle xx.

### Cinema
La primera pel·lícula de Weissmuller va ser el paper no parlant d'Adam a la pel·lícula Glorifying the American Girl. Va aparèixer amb només una fulla de figuera mentre aixecava l'actriu Mary Eaton sobre les seves espatlles. L'escriptor Cyril Hume va fixar-se en ell, la qual cosa va portar a la seva gran oportunitat interpretant Tarzan a Tarzan the Ape Man el 1932.

Weissmüller (Tarzan) amb Maureen O'Sullivan (Jane) a Tarzan's Secret Treasure

Quan se li va demanar que interpretés Tarzan, Weissmuller ja tenia contracte per modelar roba interior de BVD. La MGM va acceptar que actrius com Greta Garbo i Marie Dressler apareguessin als anuncis de BVD perquè pogués ser alliberat del seu contracte amb BVD. L'autor de Tarzan, Edgar Rice Burroughs, estava satisfet amb Weissmuller, tot i que odiava tant la representació de Tarzan que l'estudi feia com un individu que amb prou feines parlava anglès que va crear la seva pròpia sèrie concurrent de Tarzan protagonitzada per Herman Brix com una versió adequadament articulada de Tarzan (com és cert als llibres originals).
Weissmuller és considerat el Tarzan definitiu. Va originar el famós crit de Tarzan, que va ser creat pel gravador de so Douglas Shearer. Shearer va gravar el crit normal de Weissmuller, però el va manipular i el va tocar al revés.
Weissmuller va ser el protagonista de la pel·lícula Jungle Jim. Va aparèixer en setze pel·lícules de Jungle Jim durant vuit anys, i va filmar 26 episodis de la sèrie de televisió Jungle Jim.
Weissmuller es va retirar de l'actuació el 1957.

### Vida personal

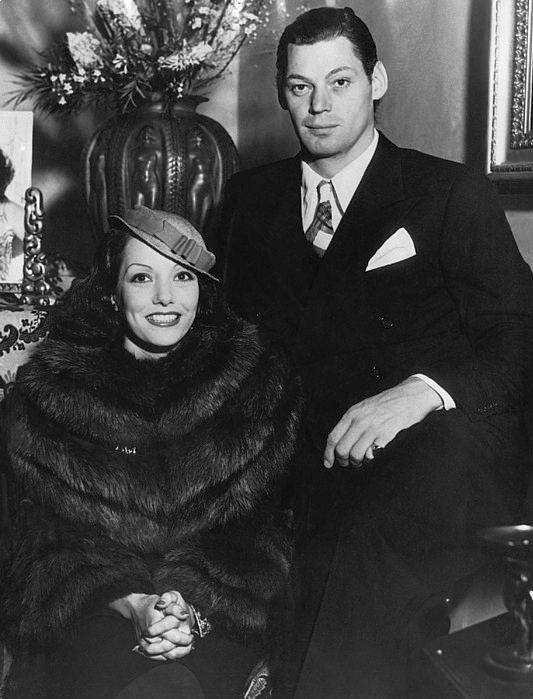
Amb la seva segona dona, l'actriu mexicana Lupe Vélez, en una foto de premsa d'un diari (1934)

Weissmuller es va casar cinc vegades: la cantant de banda i club Bobbe Arnst (casats el 1931, divorciats el 1933); l'actriu Lupe Vélez (casats el 1933, divorciats el 1939); Beryl Scott (casats el 1939, divorciats el 1948); Allene Gates (casats el 1948, divorciats el 1962); i Maria Gertrude Baumann (nascuda el 1921, morta el 2004; casats des del 1963 fins a la seva mort el 1984).
Amb la seva tercera dona, Beryl, va tenir tres fills, Johnny Weissmuller, Jr. (1940–2006), Wendy Anne Weissmuller (nascuda el 1942) i Heidi Elizabeth Weissmuller (1944–1962), que va morir en un accident de cotxe. També va tenir una fillastra amb Baumann, Lisa Weissmuller-Gallagher.
Weissmuller va salvar la vida de moltes persones al llarg de la seva pròpia vida. Un cas molt notable va ser el 1927: mentre entrenava per a la Marató de Chicago, Weissmuller va salvar 11 persones de l'ofegament després d'un accident de vaixell. El 28 de juliol de 1927, setze nens, deu dones i un home es van ofegar, quan el Favorit, un petit vaixell d'excursió que navegava des de Lincoln Park fins al moll municipal (Navy Pier), es va bolcar a mitja milla de l'avinguda North per una sobtada borrasca forta. Setanta-cinc dones i nens i mitja dotzena d'homes es van enfonsar amb el vaixell quan va bolcar, però els socorristes en van salvar més d'una cinquantena. Weissmuller va ser un dels socorristes de Chicago que va salvar molts.

### Vida posterior
El 1974, Weissmuller es va trencar tant el maluc com la cama, marcant l'inici d'anys de salut en declivi. Mentre estava hospitalitzat, va saber que, malgrat la seva força i el seu règim diari de natació i exercici durant tota la vida, tenia una malaltia cardíaca greu. El 1977, Weissmuller va patir una sèrie d'ictus. El 1979, va ingressar al Motion Picture & Television Country House and Hospital de Woodland Hills, Califòrnia, durant diverses setmanes abans de traslladar-se amb la seva darrera dona, Maria, a Acapulco, Mèxic, la ubicació de la seva darrera pel·lícula de Tarzan.
El 20 de gener de 1984, Weissmuller va morir d'edema pulmonar als 79 anys. Va ser enterrat als afores d'Acapulco, Valle de La Luz, al cementiri de la Vall de la Llum. Quan el seu taüt es va caure a terra, es va reproduir tres vegades, a petició seva, una gravació del crit de Tarzan que va inventar. Va ser honrat amb una salutació de 21 canons, pròpies d'un cap d'estat, que va ser organitzada pel senador Ted Kennedy i el president Ronald Reagan.

## Llegat
Per la seva contribució a la indústria del cinema, Johnny Weissmuller té una estrella al Passeig de la Fama de Hollywood.
És un dels personatges que apareixen a la portada de l'àlbum Sgt. Pepper's Lonely Hearts Club Band de The Beatles (1967).
El seu antic coprotagonista i fill de cinema Johnny Sheffield va escriure d'ell: "Només puc dir que treballar amb Big John va ser un dels moments més destacats de la meva vida. Era una estrella (amb una "E") majúscula i va donar un una llum especial i part d'aquesta llum em va entrar. Conèixer i estar amb Johnny Weissmuller durant els meus anys de formació va tenir una influència duradora en la meva vida".
El 1973, Weissmuller va rebre el premi George Eastman, atorgat per George Eastman House per la seva contribució distingida a l'art del cinema.
La Piscine Molitor de París es va construir com a homenatge a Weissmuller i la seva destresa en la natació.
El mateix Edgar Rice Burroughs va retre un homenatge oblic al poderós personatge de pantalla de Weissmuller a l'última novel·la de Tarzan que va completar, encara que amb una ortografia incorrecta del nom de l'actor.
| « | Però el que els va semblar molt de temps era qüestió de segons. El gran marc del tigre es va enfonsar i es va enfonsar a terra. I l'home es va aixecar i va posar-hi un peu i, alçant la cara al cel, va fer un crit horrible: el crit de victòria del simi toro. En Corrie, de sobte, es va espantar d'aquest home que sempre havia semblat tan civilitzat i culte. Fins i tot els homes estaven sorpresos. De sobte, el reconeixement va il·luminar els ulls de Jerry Lucas. "John Clayton", va dir, "Lord Greystoke, Tarzan dels simis!" La mandíbula de gambes va caure. "És Johnny Weismuller? [sic]", va demanar. Tarzan va negar amb el cap com si volgués netejar el seu cervell d'una obsessió. La seva fina xapa de civilització havia estat consumida pels focs de la batalla. ... | » |

Weissmuller va ser inclòs al Saló de la Fama de la Natació Internacional el 1965 després de convertir-se en el president fundador.

## Filmografia
| Johnny Weissmuller als films | Johnny Weissmuller als films             | Johnny Weissmuller als films | Johnny Weissmuller als films                                       |
| Any                          | Pel·lícula                               | Paper                        | Notes                                                              |
| ---------------------------- | ---------------------------------------- | ---------------------------- | ------------------------------------------------------------------ |
| 1929                         | Glorifying the American Girl             | Adonis                       | Aparició al segment 'Loveland'                                     |
| 1931                         | Swim or Sink                             | Ell mateix                   | Curt                                                               |
| 1931                         | Water Bugs                               | Ell mateix                   | Curt                                                               |
| 1932                         | Tarzan the Ape Man                       | Tarzan                       |                                                                    |
| 1932                         | The Human Fish                           | Ell mateix                   | Curt                                                               |
| 1934                         | Tarzan and His Mate                      | Tarzan                       |                                                                    |
| 1936                         | Tarzan Escapes                           | Tarzan                       |                                                                    |
| 1939                         | Tarzan Finds a Son!                      | Tarzan                       |                                                                    |
| 1941                         | Tarzan's Secret Treasure                 | Tarzan                       |                                                                    |
| 1942                         | Tarzan's New York Adventure              | Tarzan                       |                                                                    |
| 1943                         | Tarzan Triumphs                          | Tarzan                       | Títol complert: Edgar Rice Burroughs' Tarzan Triumphs              |
| 1943                         | Stage Door Canteen                       | Ell mateix                   | Cameo role washing dishes.                                         |
| 1943                         | Tarzan's Desert Mystery                  | Tarzan                       | Títol complert: Edgar Rice Burroughs' Tarzan's Desert Mystery      |
| 1945                         | Tarzan and the Amazons                   | Tarzan                       | Títol complert: Edgar Rice Burroughs' Tarzan and the Amazons       |
| 1946                         | Tarzan and the Leopard Woman             | Tarzan                       | Títol complert: Edgar Rice Burroughs' Tarzan and the Leopard Woman |
| 1946                         | Swamp Fire                               | Johnny Duval                 | co-starring Buster Crabbe                                          |
| 1947                         | Tarzan and the Huntress                  | Tarzan                       | Títol complert: Edgar Rice Burroughs' Tarzan and the Huntress      |
| 1948                         | Tarzan and the Mermaids                  | Tarzan                       | Títol complert: Edgar Rice Burroughs' Tarzan and the Mermaids      |
| 1948                         | Jungle Jim                               | Jungle Jim                   |                                                                    |
| 1949                         | The Lost Tribe                           | Jungle Jim                   |                                                                    |
| 1950                         | Mark of the Gorilla                      | Jungle Jim                   |                                                                    |
| 1950                         | Captive Girl                             | Jungle Jim                   | Alternative title: Jungle Jim and the Captive Girl                 |
| 1950                         | Pygmy Island                             | Jungle Jim                   | Alternative title: Pigmy Island                                    |
| 1951                         | Fury of the Congo                        | Jungle Jim                   |                                                                    |
| 1951                         | Jungle Manhunt                           | Jungle Jim                   |                                                                    |
| 1952                         | Jungle Jim in the Forbidden Land         | Jungle Jim                   |                                                                    |
| 1952                         | Voodoo Tiger                             | Jungle Jim                   |                                                                    |
| 1953                         | Savage Mutiny                            | Jungle Jim                   |                                                                    |
| 1953                         | Valley of Head Hunters                   | Jungle Jim                   |                                                                    |
| 1953                         | Killer Ape                               | Jungle Jim                   |                                                                    |
| 1954                         | Jungle Man-Eaters                        | Jungle Jim                   |                                                                    |
| 1954                         | Cannibal Attack                          | Johnny Weissmuller           |                                                                    |
| 1955                         | Jungle Moon Men                          | Johnny Weissmuller           |                                                                    |
| 1955                         | Devil Goddess                            | Johnny Weissmuller           |                                                                    |
| 1970                         | The Phynx                                | Ell mateix                   |                                                                    |
| 1974                         | The Great Masquerade                     | Sepy Debronvi                |                                                                    |
| 1976                         | Won Ton Ton, the Dog Who Saved Hollywood | Stagehand No. 2              | (final film role)                                                  |
| Televisió                    |                                          |                              |                                                                    |
| Any                          | Títol                                    | Paper                        | Notes                                                              |
| 1956–1958                    | Jungle Jim                               | Jungle Jim                   | 26 episodis                                                        |
| 1958                         | You Bet Your Life                        | Convidat                     | 1                                                                  |

## Obra publicada
- Weissmuller, Johnny; Bush, Clarence A. Swimming the American Crawl.  Londres: G. P. Putnam's Sons, 1930. Autobiography, excerpts of which were published in The Saturday Evening Post.